# Codex Windsor

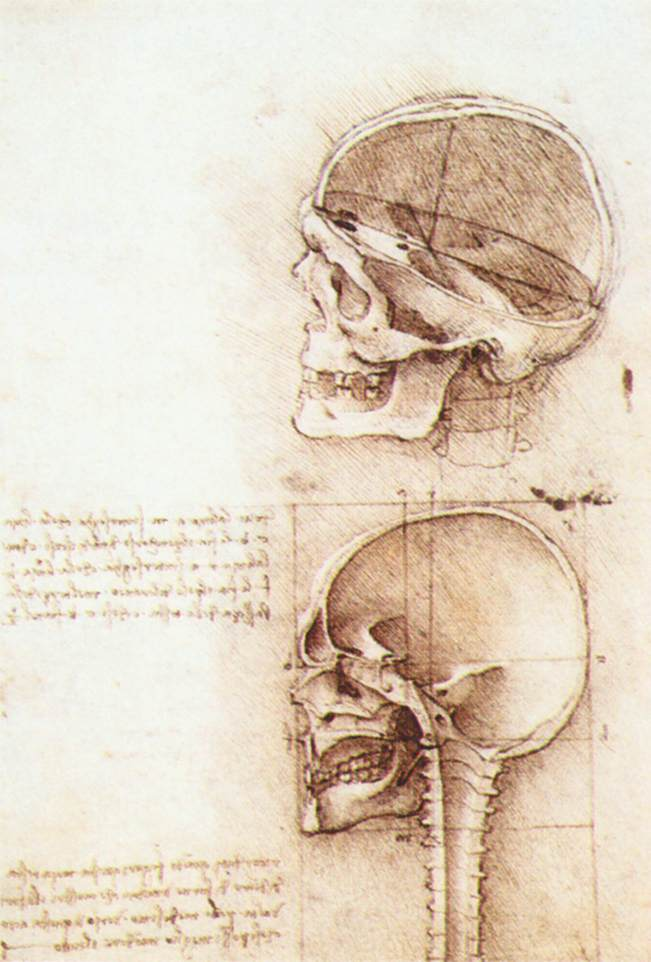
Coupes sagittales du crâne humain

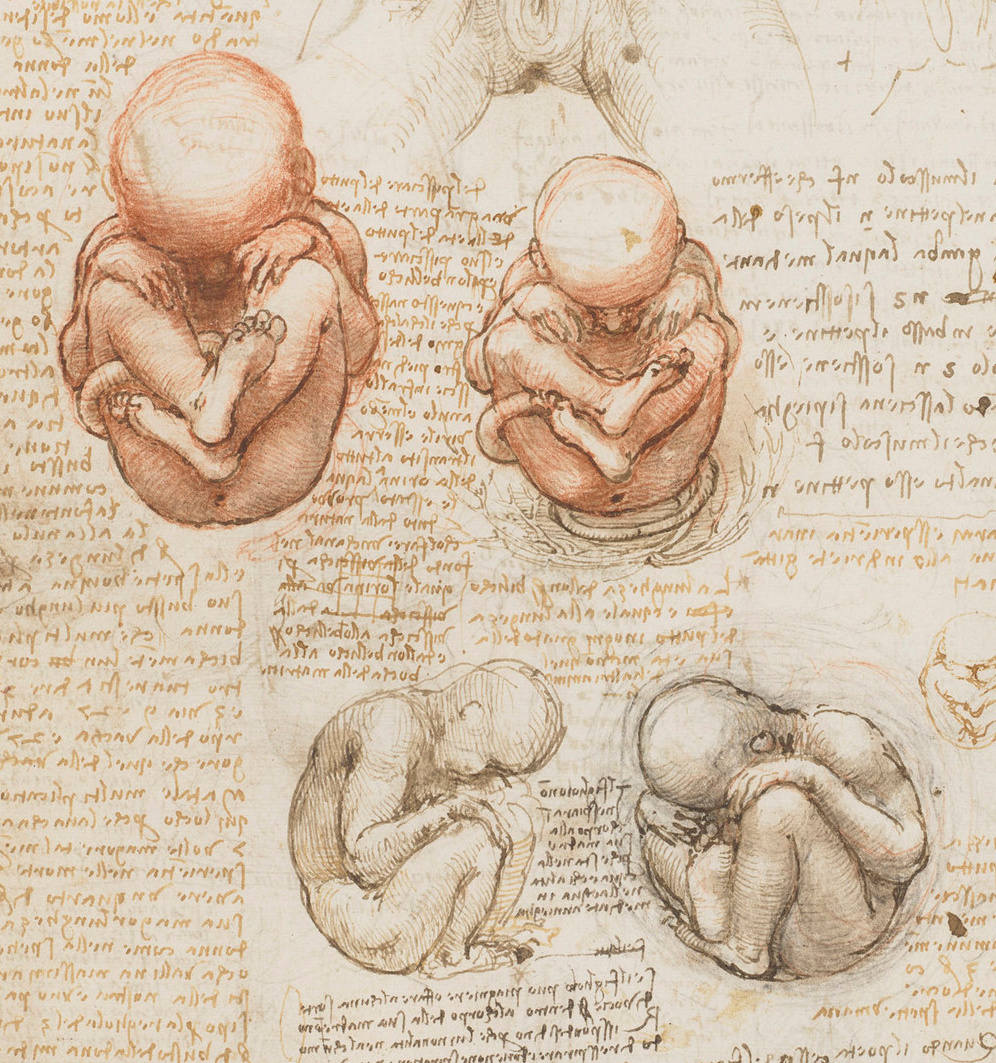
Position du fœtus dans l'utérus

Le Codex Windsor est une collection de feuilles manuscrites avec des dessins artistiques et des études sur l'anatomie de l'artiste de la Renaissance italienne Léonard de Vinci (1452-1519).

## Nom
Le nom du Codex Windsor est dû à sa conservation dans la collection royale du château de Windsor. L'œuvre fait partie de la collection royale depuis le XVIIe siècle.

## Contenu
La collection se compose désormais de 606 feuilles cataloguées individuellement et de différents formats. Les feuilles du codex sont datées de la période entre 1478 et 1518. Les textes et commentaires ont été écrits par Léonard en écriture spéculaire. Les feuilles contiennent des contributions à l'art et à la peinture, aux études sur les personnes, les animaux, les plantes et les paysages ainsi qu'à la mécanique, à la technologie des armes et à l'anatomie .
Les 153 feuilles contenant des dessins d'anatomie étaient auparavant regroupées en trois volumes : manuscrit anatomique A (18 feuilles), B (42 feuilles) et C (93 feuilles). Le manuscrit anatomique C a de nouveau été divisé en six cahiers anatomiques, les « Quaderni di anatomia I - VI ».

## Histoire
Léonard de Vinci a commencé à étudier l'anatomie du corps humain à la fin des années 1470. Il est possible qu'il ait participé aux premières dissections de l'Université de Padoue. Ses dossiers indiquent qu'il a commencé à faire lui-même des coupes vers 1505. Autour de l'année 1518, il a rapporté avoir autopsié dans sa vie un total de trente cadavres. Il semblait avoir été particulièrement intéressé par le système de mouvement et le fonctionnement des organes internes.
Les dessins de Léonard montrent des représentations de l'intégralité du corps humain dans différentes phases de la dissection ainsi que des membres et des organes individuels. Léonard dessine les parties du corps à travers plusieurs incisions et il est donc souvent considéré comme le fondateur historique de l'imagerie tomographique en médecine.
La plupart des manuscrits et des dessins de Léonard de Vinci ont été conservés dans sa villa près de Vaprio d'Adda par son élève et héritier Francesco Melzi (vers 1491-92 - † vers 1570) après sa mort. Son fils Orazio Melzi a hérité des documents en 1570. Vers 1590, Orazio Melzi a vendu plus de 2 500 feuilles individuelles au sculpteur et collectionneur d'art Pompeo Leoni (1533–1608).
Leoni a essayé d'organiser les manuscrits par thème et a séparé les conceptions artistiques de Léonard des dessins techniques et scientifiques. Il a coupé des feuilles et collé ensemble d'autres qui à l'origine ne faisaient pas partie de l'ensemble. Il a donc regroupé les dessins anatomiques de Léonard de Vinci en plusieurs volumes, qui ont ensuite reçu le nom de Codex Windsor, avec d'autres manuscrits de thèmes différents.
L'arrivée du Codex Windsor dans la Royal Collection n'a pas encore été clarifiée. Il a probablement été acquis par le roi Charles Ier ou Charles II au XVIIe siècle. Il est en revanche avéré que la reine Marie II a montré le codex à l'homme d'État néerlandais Constantijn Huygens, au palais de Kensington, en 1690.